# Nymphuliella daeckealis
Nymphuliella daeckealis är en fjärilsart som beskrevs av Haimbach 1915. Nymphuliella daeckealis ingår i släktet Nymphuliella och familjen Crambidae. Inga underarter finns listade i Catalogue of Life.